# Nathan Altman
Nathán Isáyevich Altman (en ruso: Натан Исаевич Альтман, transliteración: Natán Isáyevich Altman) (Vínnitsa, 10 de diciembre de 1889-San Petersburgo, 12 de diciembre de 1970) fue un artista de vanguardia rusa y soviética, de origen  judío, pintor cubista, escenógrafo e ilustrador de libros que nació, creció y empezó sus estudios de arte en Ucrania, entonces parte del Imperio ruso.

## Carrera
Nació en Vínnitsa, en la gobernación de Podolia del Imperio ruso (actual Ucrania) en una familia de comerciantes judíos. De 1902 a 1907, estudió pintura y escultura en la Escuela de Arte de Odesa. En 1906, tuvo su primera exposición en Odesa.
En 1910, se trasladó a París, donde permaneció durante un año. Estudió en la Academia Libre de Rusia en París, trabajando en el estudio de Vladimir Baranoff-Rossine, y tuvo contacto con Marc Chagall, Oleksandr Arjípenko y David Shterenberg. En 1910, se convirtió en miembro del grupo Soyuz Molodyozhi  (Unión de la Juventud).

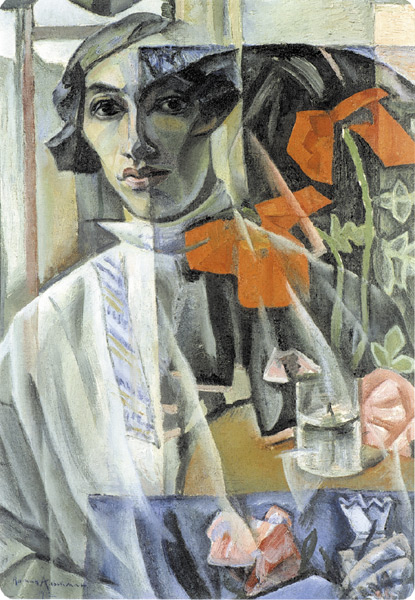
Autorretrato (1912)

En 1912, Altman se mudó a San Petersburgo. Su famoso retrato de Anna Ajmátova, concebido en estilo cubista, fue pintado en 1914. De 1915 a 1917, Nathán Altman fue maestro en la escuela privada de arte Mijaíl Bernstein. Después de 1916 comenzó a trabajar como diseñador de escenarios.
En 1918, fue miembro de la Junta para cuestiones artísticas del Departamento de Bellas Artes del Comisariado del Pueblo para la Educación, junto con Malévich, Baranoff-Rossine y Shevchenko. En el mismo año, tuvo una exposición con el grupo  «Sociedad  judío de Fomento de las Artes» en Moscú, junto con Vladimir Baranoff-Rossine, El Lissitzky y otros. En ese mismo año, instaló una obra temporal de escultura arquitectónica en la Plaza del Palacio para conmemorar el 1.er aniversario de la Revolución de Octubre. El lienzo fue cortado posteriormente y utilizado para vendajes para los pies de los soldados.
En 1920, se convirtió en miembro del Instituto de Cultura Artística (INJUK), junto con Kasimir Malévich, Vladímir Tatlin y otros. En el mismo año, participó en la exposición «Del impresionismo al cubismo »en el Museo de la Cultura pictórica en Petrogrado (hoy San Petersburgo). En 1921, se trasladó a Moscú. De 1921 a 1922, fue director del Museo de la Cultura pictórica en Petrogrado.
Desde 1920 hasta 1928, trabajó en escenografías para el Teatro Habima y el Teatro Estatal Judío de Moscú. En 1923, un volumen de su arte gráfico judío, Evréyskaya gráfika Natana Altmana: Tekst Maksa Osborna [Max Osborn], se publicó en Berlín.
En 1925, participó en la Exposition Internationale des Arts Décoratifs et Industriels Modernes (Art Deco) en París, junto con Aleksandra Ekster, Vadim Meller, Rudolf Frentz, Sonia Delaunay-Terk y David Shterenberg. Su primera exposición individual fue en Leningrado en 1926.

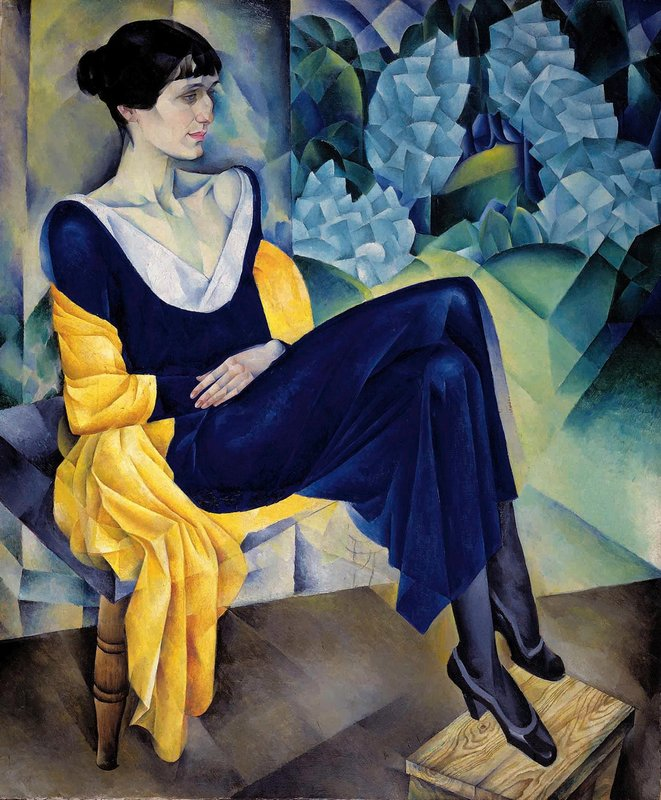
Retrato de Anna Ajmátova (1914)

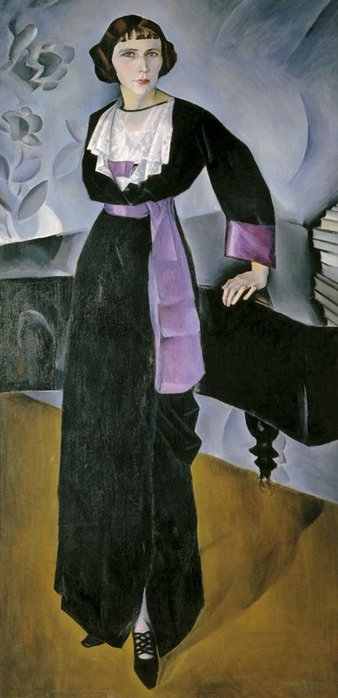
Mujer al piano (1914)

Altman se mudó a París en 1928. En 1936, regresó a Leningrado (ahora San Petersburgo). Trabajó principalmente para el teatro, como ilustrador de libros y autor de ensayos sobre el arte.
Nathan Altman murió en Leningrado a los 81 años. El edificio de apartamentos Casa de los Specialistas en 61-1 de la Lesnoy Prospekt presenta una placa conmemorativa en honor al artista.

## Obras
- Dama con un perro . Retrato de Esther Schwartzmann. 1911. Óleo sobre lienzo montado sobre cartón. 67,5 x 47,5 cm. Museo Estatal Ruso, San Petersburgo, Rusia.
- Jarra y tomates. 1912. Óleo sobre lienzo. 69,5 x 49,5 cm. Museo Estatal Ruso.
- Retrato de Anna Ajmátova. 1914. Oil on canvas. 123.5 x 103.2 cm. Museo Estatal Ruso.
- Retrato de un joven judío (autorretrato). 1916. Yeso de París, cobre, madera. Museo Estatal Ruso. (Escultura)
- Naturaleza muerta. Aviones y botellas de coloress. 1918. Óleo y yeso sobre lienzo. 59,5 x 43,5 cm. Museo Estatal Ruso.
- Pintura de materiales. Bodegón con jarra blanca. 1919. Óleo y esmalte sobre lienzo. 84,5 x 62 cm. Museo Estatal Ruso.
- Composición con objetos materiales. 1920. Óleo, esmalte, cola, yeso y serrín sobre lienzo. 83 x 65,5 (ovalado). Museo Estatal Ruso.
- Autorretrato. 1926. Lápiz sobre papel. 44,6 x 35,9 cm. Galería Tretyakov, Moscú, Rusia.
- Plaza en una ciudad de provincias. 1926.Lápiz italiano y de mina sobre papel. 51,2 x 36,6 cm. Galería Tretyakov.
- Naturaleza muerta. Técnica mixta sobre papel. 62,5 x 47 cm. Museo de Arte Ruso. Ereván, Armenia.